# Pălărie

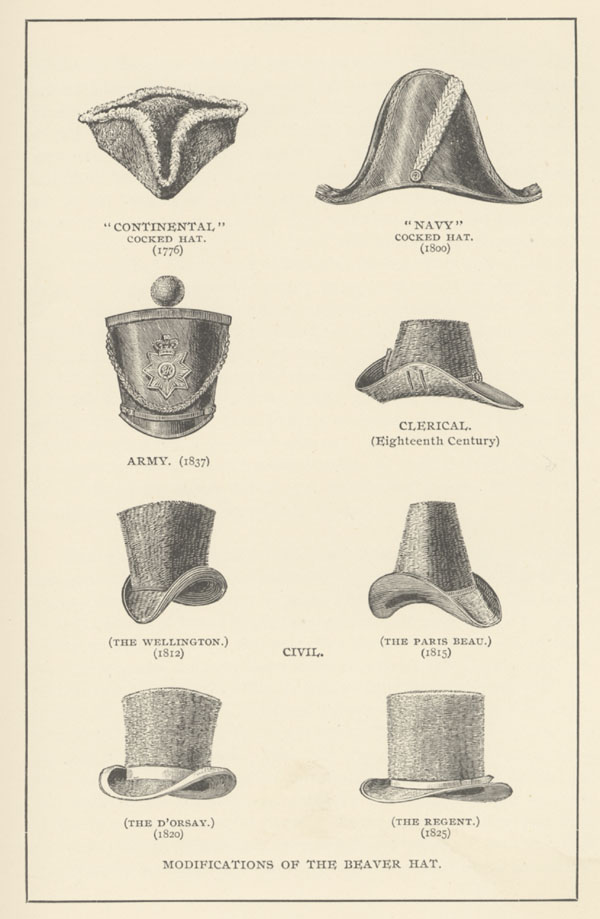
O colecție de pălării din secolele XVIII și XIX

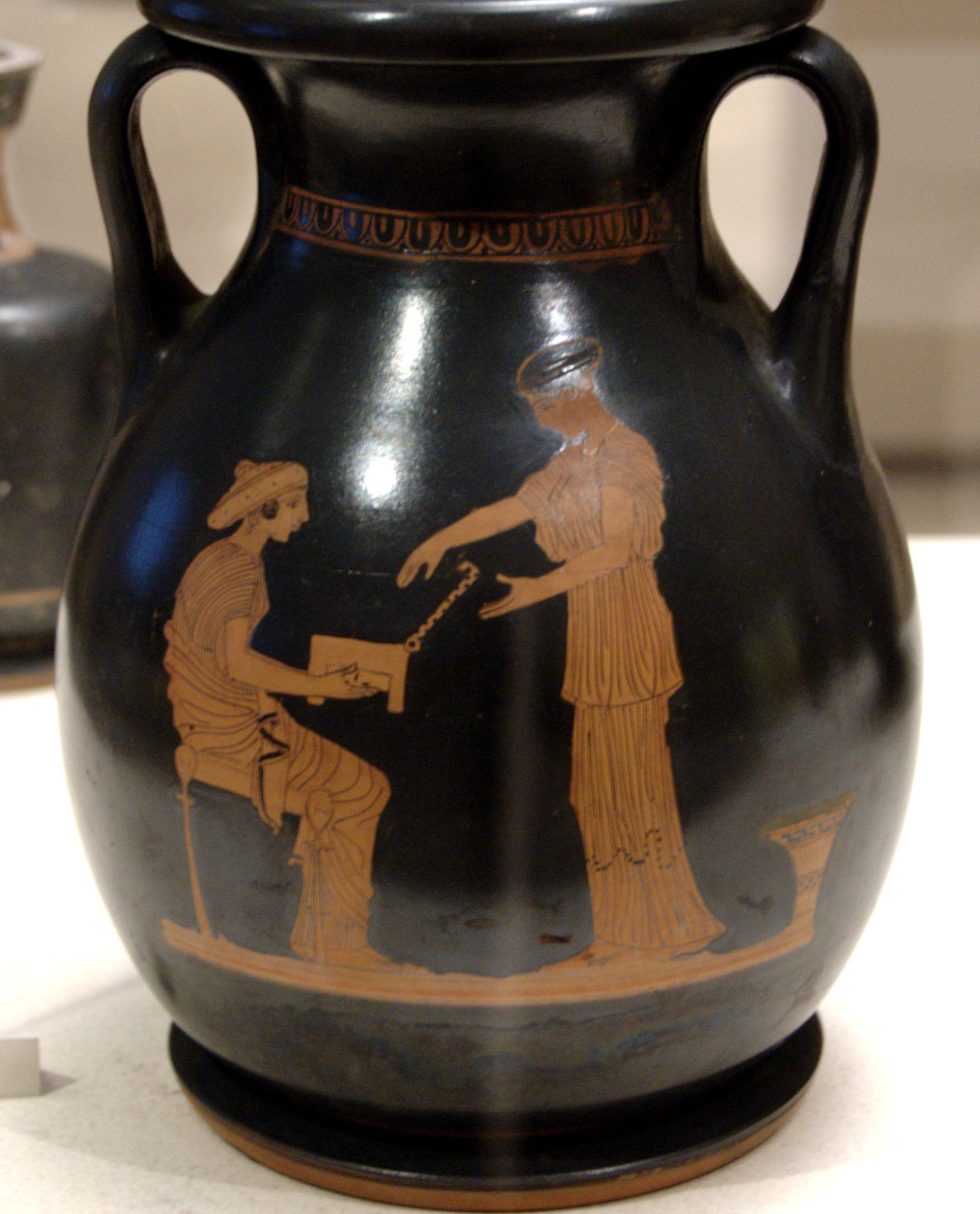
O femeie cu pălărie. Relicvă antică grecească din 440-430 î.Hr., din Nola, Italia. Musée du Petit Palais, Paris.

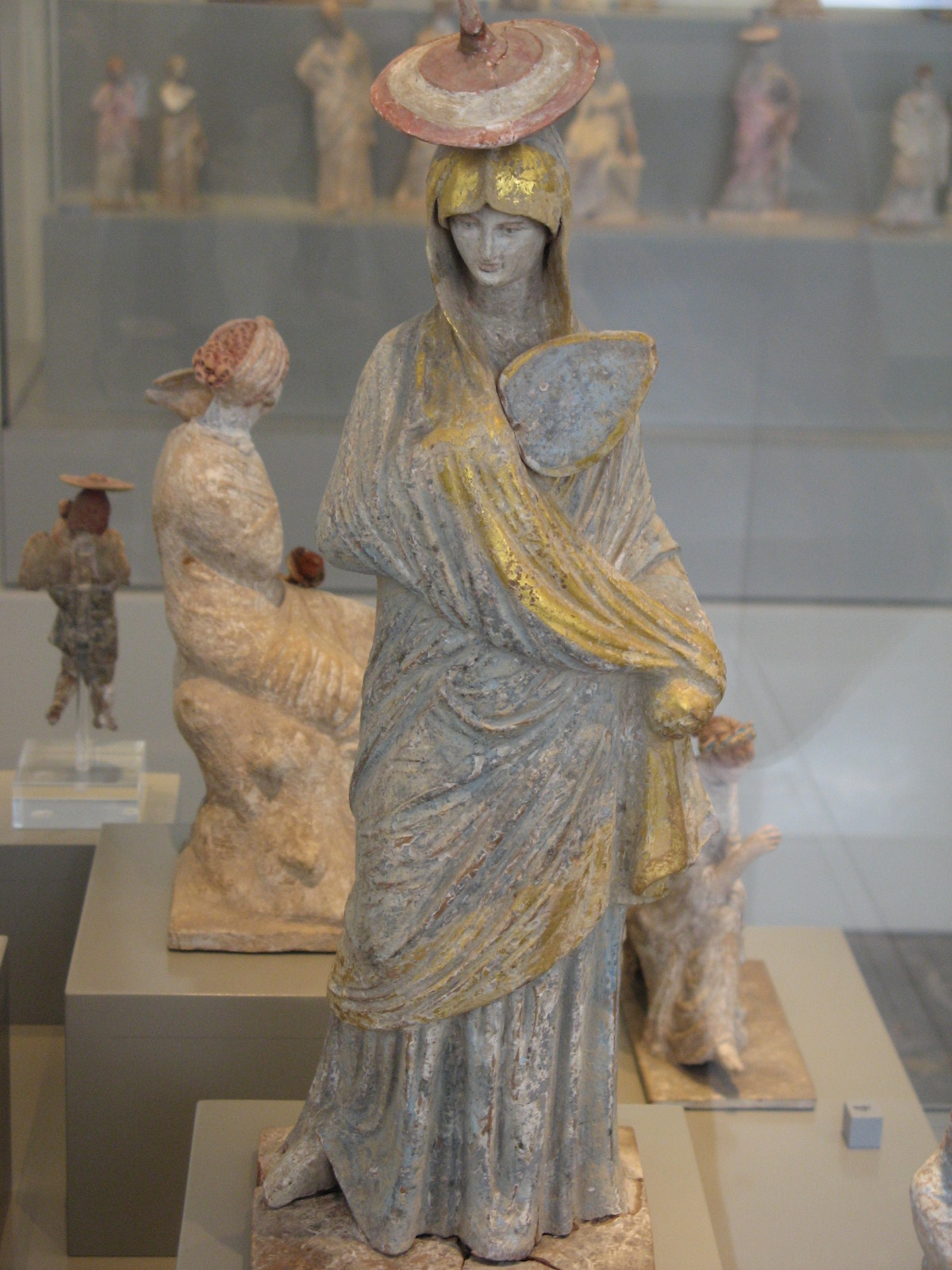
Statuie antică grecească de o doamnă cu o pălărie de soare, de la Tanagra, 325-300 î.Hr, Muzeul Altes, Berlin.

O pălărie este un obiect folosit pentru acoperirea capului din mai multe motive. Aceasta poate fi purtată ca protecție împotriva anumitor elemente, pentru motive religioase sau ceremoniale, pentru siguranță sau ca un accesoriu de modă.  În trecut, pălăriile au fost un indicator al statutului social. În armată, acestea pot indica naționalitatea, filiala de servicii, rang și/sau de regiment.

## Istoric
Una dintre primele imagini în care apare o pălărie este un tablou dintr-un mormânt din Teba, care arată un om purtând o pălărie de paie. Alte pălării timpurii au fost pileusul, o simplă căciulă; boneta frigiană, purtată de sclavi eliberați din Grecia și Roma; și  petasosul grec, prima pălărie cu margine cunoscută. Femeile purtau voaluri, batiste, glugi, bonete ș.a. Pălării structurate pentru femei similare cu cele ale curtenilor de sex masculin au început să fie purtate în secolul al XVI-lea. Termenul de "modistă" (engleză: milliner) provine de la orașul italian Milano, unde cea mai bună calitate a pălăriilor pălăriile a fost în secolul al XVIII-lea. Magazinele de modă au fost în mod tradițional ocupația unei femei, dar ca modistă nu se ocupau numai de crearea de pălării și bonete, ci, de asemenea, se ocupau și de alegerea dantelelor, garniturilor și accesoriilor pentru a completa o ținută.
În prima jumătate a secolului al XIX-lea, femeile purtau bonete care au devenit treptat tot mai mari, decorate cu panglici, flori, pene și ornamente de tifon. Până la sfârșitul secolului, multe alte stiluri au fost introduse, printre care pălării umplute, lărgite, coroane plate, cu ghiveci de flori și tocă. Pe la mijlocul anilor 1930, atunci când femeile au început să taie părul scurt, ele au ales pălării ce îmbrățișau capul ca un coif. Acestea au fost cunoscute ca "pălăriile coif".

## Aspectul unei pălării
O pălărie poate fi compusă din următoarele șase părți principale:
- Calotă, porțiunea de pălărie care acoperă partea de sus a capului.
- Bor, o proiecție opțională de material rigid din partea de jos a calotei pălăriei, pe orizontală în jurul circumferinței pălărie.
- Panglică sau bandă care rulează în jurul părții de jos a calotei mai sus de bor.[6][7]
- Bandă de piele (sau alt material, uneori, panglică) atașat la circumferința interioară a pălăriei pentru a opri transpirația de a murdări corpul pălăriei; poate fi reglabilă cu un cablu sau o funie la anumite pălării.
- Căptușeală, pentru unele pălării există o căptușeală de mătase, care poartă de multe ori numele producătorul și eticheta.

## Creatori celebri de pălării

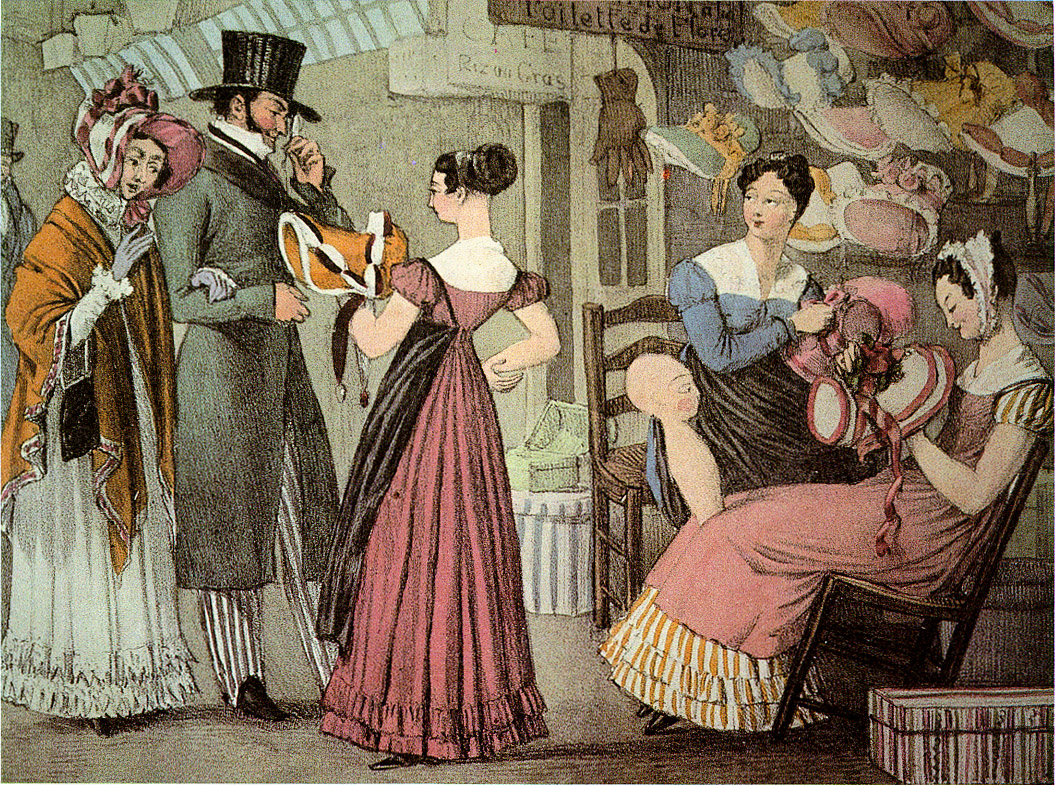
Magazin de pălării de damă din Paris, 1822

Una dintre cele mai faimoase companii creatoare de pălării din Londra este James Lock & Co din Strada St James. O alta a fost Sharp & Davis din Fish Street Hill. John B. Stetson este o companie bine-cunoscută americană de pălării. La sfârșitul secolului XX au fost creditate muzee cu sediul la Londra de către David Shilling pentru reinventarea pălării în întreaga lume. Notabili sunt și designerii belgieni de pălării Elvis Pompilio și Fabienne Delvigne, ale căror pălării sunt purtate de familiile regale europene. Philip Treacy este o creatoare de modă irlandeză câștigătoare a Ordinul Imperiului Britanic ce creează pălării pentru cei mai importanți creatori de modă din lume, precum și pentru personalități ca Sarah Jessica Parker sau Lady Gaga.

## Stiluri de pălării
| Imagine | Nume                    | Descriere |
| ------- | ----------------------- | --- |
|         | Akubra                  | Pǎlǎrie australianǎ din fetru cu borul lat. |
|         | Pălărie de castor       | Pălărie făcuta din blană de castor. |
|         | Bicorn                  | Pălărie cu două colțuri purtată în trecut de ofițeri, jandarmi și diplomați. |
|         | Biretta                 | Pălărie pătrățoasă cu 3 sau 4 muchii sau vârfuri purtată de clerul Bisericii Catolice, dar și de unii clerici englezi sau lutherani. |
|         | Canotieră               | Pălărie de pai plată și cu boruri plate, purtată înainte de marinari și utilizată în prezent la regatele din timpul verii sau la garden-party. |
|         | Pălărie Boonie          | Pălărie moale de bumbac cu margini largi, utilizată în mod frecvent de către militari. Este similară cu o pălărie găletușă. |
|         | Șeful Câmpiilor         | O pălărie de greutate ușoară pentru toate anotimpurile desenată de John B. Stetson pentru cerințele Americii de Vest. |
|         | Pălărie Găleată         | O pălărie moale de bumbac cu un bor larg înclinat spre jos. |
|         | Pălărie de Campanie     | O pălărie de pâslă cu un bor larg sau o pălărie de paie, cu o coroană înaltă, ‘ciupită’ simetric în patru colțuri (”cuta Montana”). |
|         | Capotain                | O pălărie purtată între anii 1590 și 1640 în Anglia și Europa de Nord-Vest. Este denumită în mod obișnuit o pălărie de pelerin. |
|         | Chupalla                | Pălărie din Chile. |
|         | Pălărie clopot          | Pălărie de damă în formă de clopot la modă în anii 1920. |
|         | Cordobés                | Pălărie tradițională cu bor și vârf plat originară din Cordoba, Spania, asociată cu Flamenco și popularizată de caractere fictive ca Zorro. |
|         | Pălărie Conică Asiatică | Pălărie simplă de paie asociată cu Asia de Est și Sud-Est. |
|         | Pălărie de cowboy       | Pălărie cu o coroană înaltă, bor larg, cu o banderolă interioară, și o bandă decorativă pe afară. Personalizată prin a cuta coroana și a rula borul. |
|         | Fedora                  | O pălărie îndoită de-a lungul pe partea de sus și strâmtată în față și pe părțile laterale. |
|         | Panama                  | Pălărie fabricată în Ecuador. |
|         | Sombrero                | În țările vorbitoare de limba engleză, cuvântul sombrero se referă, de obicei, la un tip de pălărie originară în Mexic. Cuvântul englez sombrero este împrumutat din limba spaniolă, unde termenul este folosit pentru orice pălărie cu margine. De obicei, Sombrero-urile au o coroană înaltă și o margine foarte întinsă care poate fi puțin îndoită folosită pentru a se proteja de soarele fierbinte mexican. |
|         | Joben                   | O pălărie înaltă, cu vârf plat, cilindrică purtată de bărbați în secolul 19 și devreme în secolul 20, acum purtată doar cu haine de dimineață sau seară. |
|         | Trilby                  | O pălărie bărbătească din pâslă moale cu o adâncă indentație a coroanei și cu un bor îngust de multe ori întors spre sus la spate. |
|         | Tricorn                 | Pălărie moale, cu bor larg, prins în trei locuri de calotă, ceea ce îi dă o formă triunghiulară. |
|         | Pălărie tiroleză        | O pălărie de fetru purtată în Alpi. |
|         | Vueltiao                | O pălărie Columbiană țesută și cusută cu împletituri negre și kaki de palmier uscat cu figurine indigene. |

## Dimensiunile pălăriilor
Dimensiunile pălăriilor sunt determinate prin măsurarea circumferinței capului unei persoane cu aproximativ 0,5 țoli (1,3 cm) deasupra urechilor. Țolii sau centimetrii pot fi utilizați în funcție de producător. Pălării pot fi intinse pentru o potrivire personalizată. Unele pălării, cum ar fi chivara și șepcile de baseball sunt reglabile. Pălăriile mai ieftin vin în "dimensiuni standard", cum ar fi mici, mijlocii, mari, foarte mari: maparea "dimensiunile standard" variază de la producător la producător și de stil la stil, cum se poate observa prin studierea diverselor cataloage, cum ar fi Hammacher-Schlemmer.
Dimensiunea pălăriilor tradiționale este elaborată prin adăugarea înainte și după de o parte și de alta a măsurătorii (în țoli) apoi împărțind la doi. În Marea Britanie, o dimensiune de pălărie este echivalentă cu o dimensiune din SUA din care se scade o optime de un țol.
| Dimensiune                |     |    |     |     | Tineri S/M | Tineri L/XL | XXS       | XS        | S        | M         | L         | XL       | XXL       | XXXL     |
| ------------------------- | --- | -- | --- | --- | ---------- | ----------- | --------- | --------- | -------- | --------- | --------- | -------- | --------- | -------- |
| Vârsta (ani)              | 0   | ½  | 1   | 1½  | 2          |             |           |           |          |           |           |          |           |          |
| Circumferința (cm)        | 34  | 43 | 47  | 48  | 49         | 50          | 51 - 52   | 53 - 54   | 55 - 56  | 57 - 58   | 59 - 60   | 61 - 62  | 63 - 64   | 65 - 66  |
| Circumferința (țoli)      | 13⅜ | 17 | 18½ | 18⅞ | 19¼        | 19¾         | 20⅛ - 20½ | 20⅞ - 21¼ | 21⅝ - 22 | 22½ - 22⅞ | 23¼ - 23⅝ | 24 - 24⅜ | 24¾ - 25¼ | 25⅝ - 26 |
| Dimensiune pălărie M.Br.  |     |    | 5¾  | 5⅞  | 6          | 6⅛          | 6¼ - 6⅜   | 6½ - 6⅝   | 6¾ - 6⅞  | 7 - 7⅛    | 7¼ - 7⅜   | 7½ - 7⅝  | 7¾ - 7⅞   | 8 - 8⅛   |
| Dimensiune pălărie S.U.A. |     |    | 5⅞  | 6   | 6⅛         | 6¼          | 6⅜ - 6½   | 6⅝ - 6¾   | 6⅞ - 7   | 7⅛ - 7¼   | 7⅜ - 7½   | 7⅝ - 7¾  | 7⅞ - 8    | 8⅛ - 8¼  |
| Dimensiune pălărie Franța |     |    | 0   | ½   | 1          | 1½          | 2 - 2½    | 3 - 3½    | 4 - 4½   | 5 - 5½    | 6 - 6½    | 7 - 7½   | 8 - 8½    | 9 - 9½   |

## Pălăriile de aur
Toate cele patru pălării, confecționate din aur fin, au fost găsite în Europa, în secolele XIX-XX, și au fost realizate la sfȃrșitul epocii bronzului, aproximativ între anii 1400-800 î.e.n. 
Trei pălării au fost găsite în Germania, una în Franța.
Se presupune că acestea aveau funcții religioase, calendaristice sau astronomice.

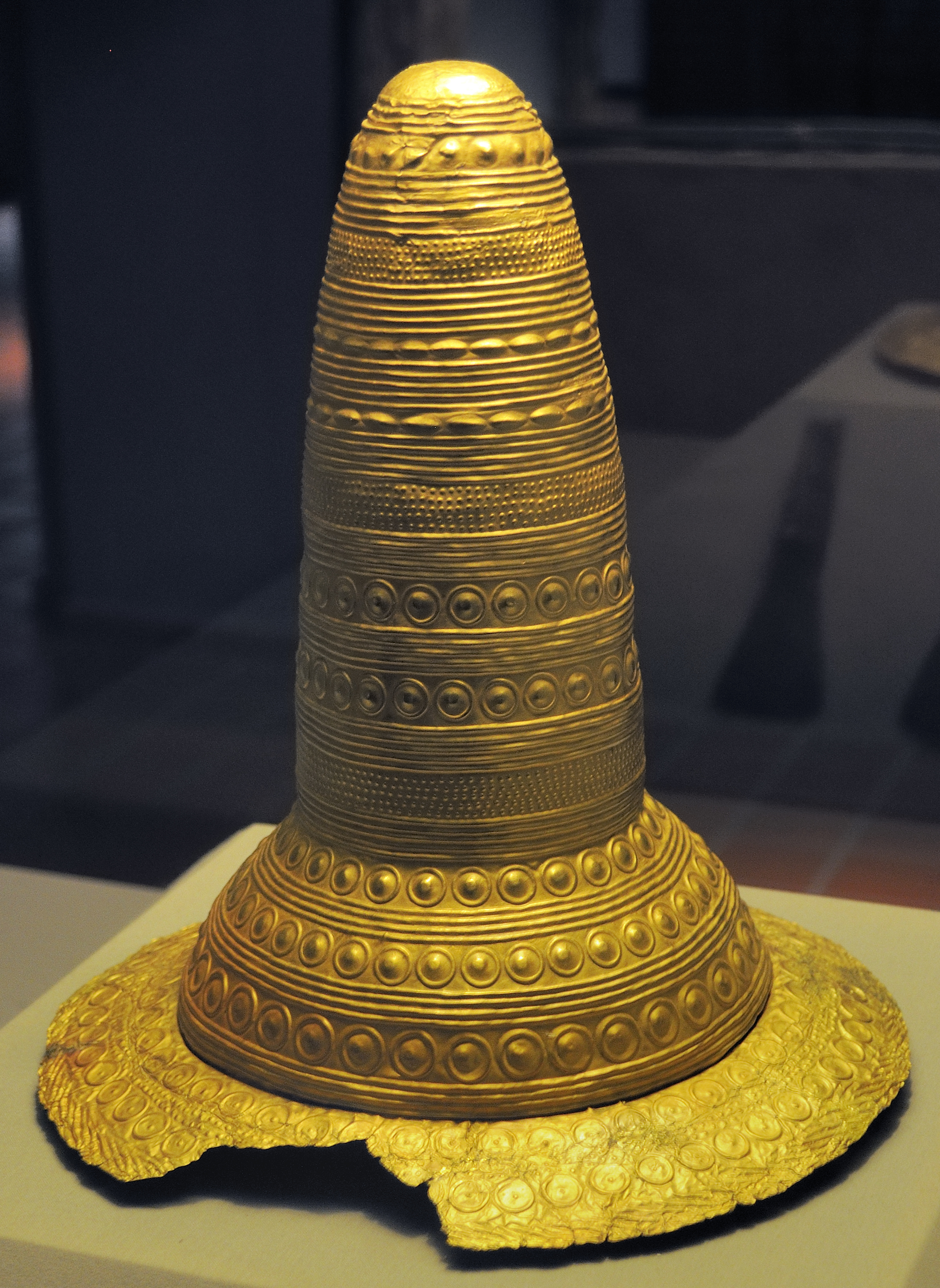
Pălăria de aur din Schifferstadt (Germania)
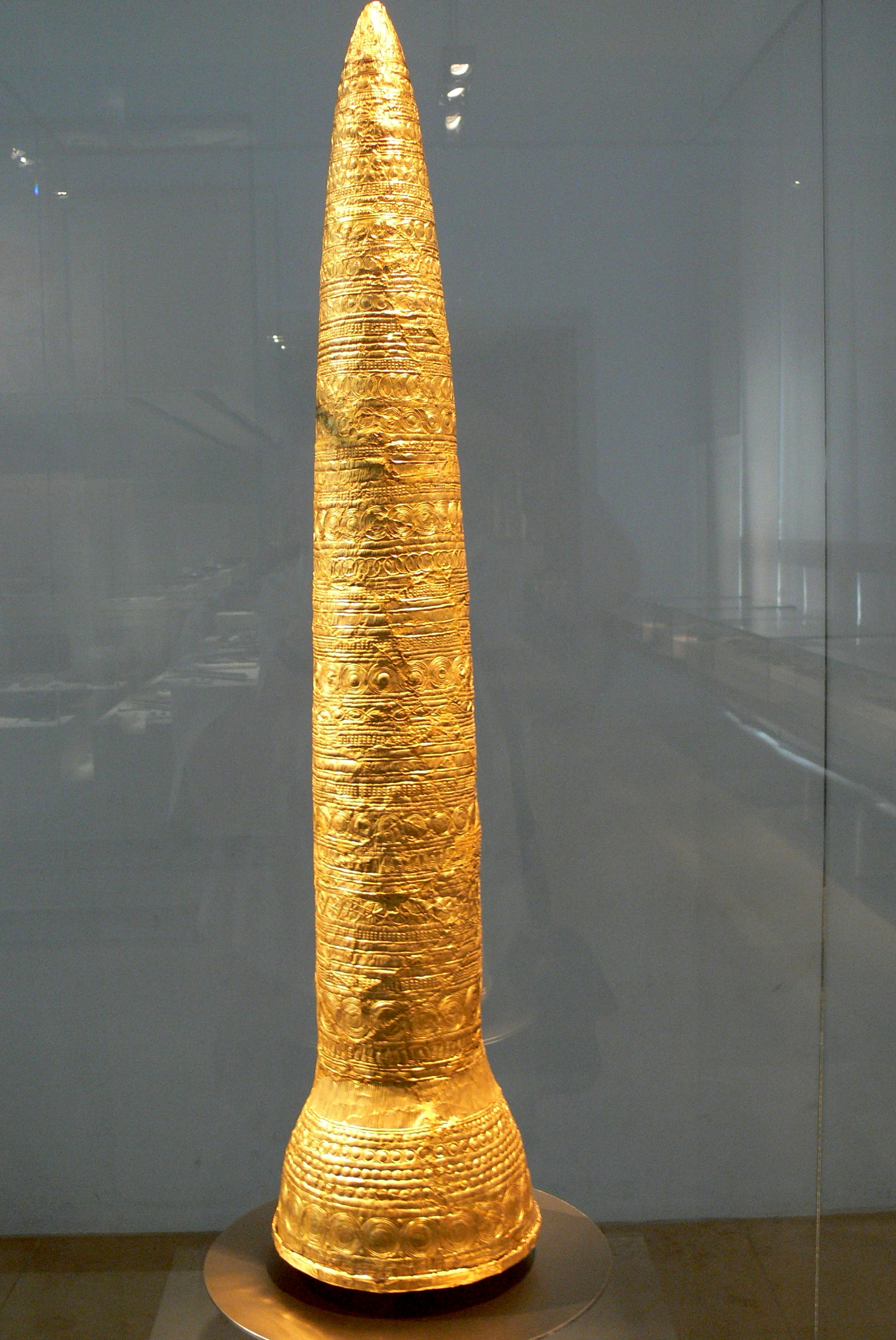
Pălăria de aur din Ezelsdorf/Buch (Germania)
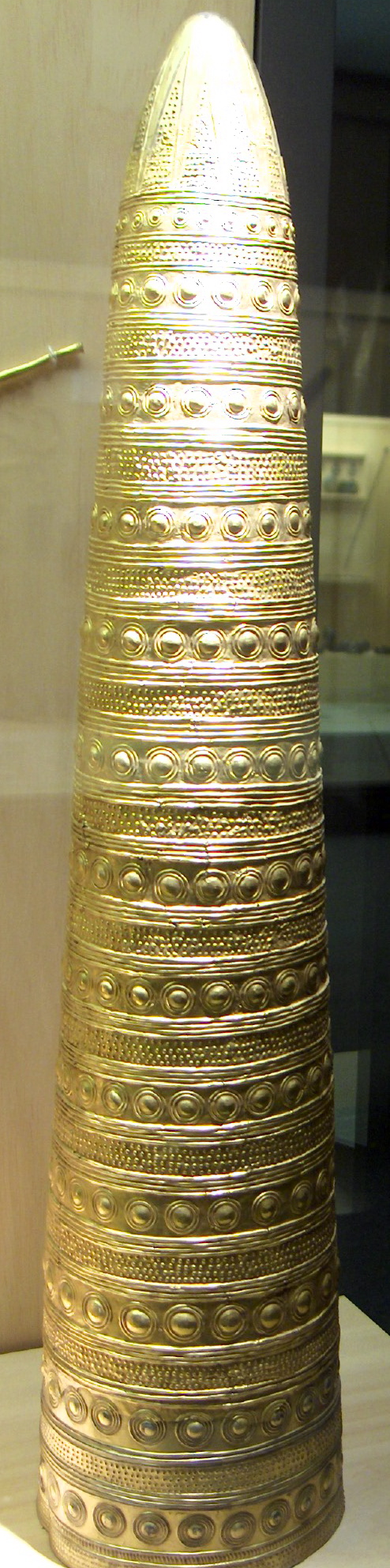
Pălăria de aur din Avanton (Franţa)
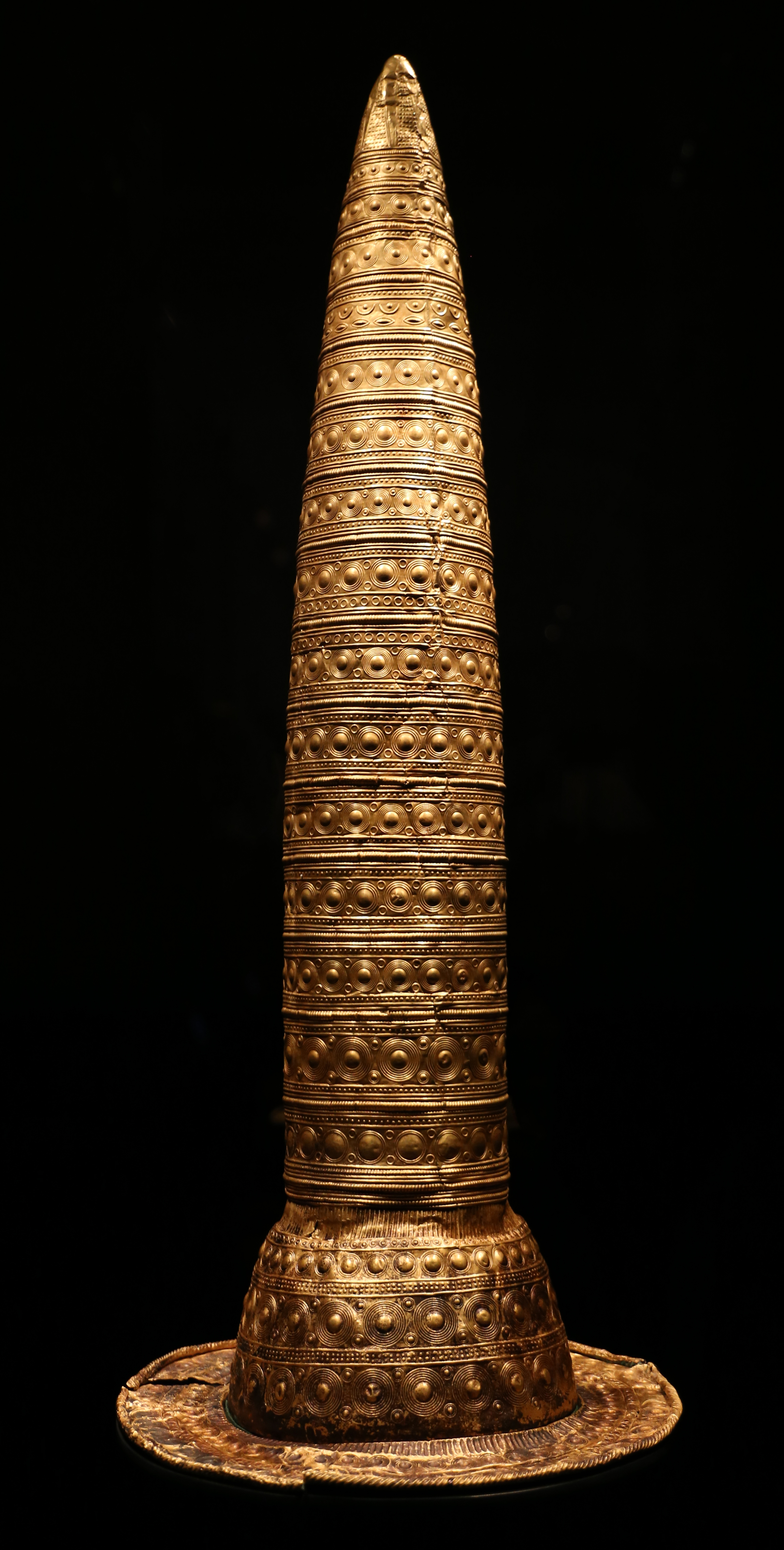
Pălăria de aur din Berlin (Germania)